# 마쓰다이라 스케마사
마쓰다이라 스케마사(松平資昌)는 에도 시대 중기의 다이묘이다. 도토미 하마마쓰번 제2대 번주, 단고 미야즈 번 초대 번주를 지냈다. 혼조 마쓰다이라가(本庄松平家) 제4대 당주.

## 같이 보기
- 도미타 잇파쿠 - 부계조상

| 전임 마쓰다이라 스케쿠니 | 제2대 하마마쓰번 번주 (혼조 마쓰다이라가) 1752년 ~ 1758년 | 후임 이노우에 마사쓰네 |

| 전임 아오야마 요시미치 | 제1대 미야즈 번 번주 (혼조 마쓰다이라가) 1758년 ~ 1761년 | 후임 마쓰다이라 스케타다 |